# Haven van Nieuwpoort
De haven van Nieuwpoort in de Belgische stad Nieuwpoort ligt aan de Havengeul, de monding van de IJzer in de Noordzee. Het is een gemengde haven met een vissersvloot, werkschepen zoals zandwinningsschepen, maar sinds het einde van de twintigste eeuw is het vooral een jachthaven.
De jachthaven van Nieuwpoort is met 2000 ligplaatsen die beheerd worden door drie jachtclubs, de grootste van Noord-Europa.

## Geschiedenis
De haven was de reden voor de stichting van de stad in 1163. De naam van de stad verwijst dan ook naar de haven (nieuw + portus of Novus Portus = nieuwe haven).
In de voorbije eeuwen is Nieuwpoort meermaals een van de meer belangrijke vissershavens van het gebied geweest.
Nieuwpoort werd wegens zijn haven meermaals belegerd, en onder meer de blokkade door de Nederlandse Staatse vloot in de 16e eeuw bemoeilijkte de visvangst.
Anderzijds werd vanuit de Nieuwpoortse haven, evenals vanuit Duinkerke meermaals kaapvaart op de handelsvloot van de Republiek der Zeven Verenigde Nederlanden georganiseerd, wat leidde tot de strafexpeditie van Maurits van Oranje die zijn afloop kende op 2 juli 1600 met de Slag bij Nieuwpoort.

## Jachthavens
Toen het belang van de Nieuwpoortse vissersvloot sterk verminderde in de jaren zestig van de 20e eeuw. daalde het aantal vissersboten sterk en werd de ruimte in de haven heringericht om de nieuwe hoofdbestemming als jachthaven de nodige groei te bieden.
De Koninklijke Yacht Club Nieuwpoort baat de Oude Jachthaven aan de westkant van de rivier uit met meer dan 400 ligplaatsen.
Aan de oostzijde is de Nieuwe Jachthaven of Portus Novus geëxploiteerd door Vlaamse Yachthaven Nieuwpoort met meer dan 1000 ligplaatsen.